# Bacsonská kultura
Bacsonská kultura (její název je odvozen od vietnamské provincie Bắc Sơn) byla vedle hoabinské kultury kulturou pozdního paleolitu v Indočíně. Podle archeologického průzkumu zde lidé uměli hrubě opracovávat kámen do elipsovitého, případně mandlovitého tvaru a vyrábět nože, škrabadla a pravoúhlé sekery. Z lehce zpracovatelného bambusu lidé zhotovovali kůly, šípy a nože.
Basconská kultura svou znalostí hrnčířství (hlínou se vymazávaly pletené bambusové košíky, které se vypalovaly) nese rysy přechodu k neolitu. Hlavní zaměstnání lidí v této době stále představoval sběr rostlin a lov ryb i zvěře. Zemědělství v této době ještě nebylo známé, z domácích zvířat byl domestikován pouze pes.